# Kanton Saint-Valery-en-Caux
Kanton Saint-Valery-en-Caux (fr. Canton de Saint-Valery-en-Caux) je francouzský kanton v departementu Seine-Maritime v regionu Horní Normandie. Skládá se ze 14 obcí.

## Obce kantonu
- Blosseville
- Cailleville
- Drosay
- Gueutteville-les-Grès
- Ingouville
- Manneville-ès-Plains
- Le Mesnil-Durdent
- Néville
- Pleine-Sève
- Sainte-Colombe
- Saint-Riquier-ès-Plains
- Saint-Sylvain
- Saint-Valery-en-Caux
- Veules-les-Roses